# Владимир Вукићевић
Владимир Вукићевић (29. април 1979) је амерички софтверски инжењер који је рођен у Србији, радио је на многим пројектима отвореног кода. Највише је познат по свом раду на графичким библиотекама отвореног кода, укључујући оне које се користе у пројекту Мозила, и по томе што је творац WebGL.

## Каријера
Вукићевић је 2006. започео рад на прототипу OpenGL 3Д контекста за канвас елемент у HTML, који је назвао Canvas 3D.  Овај рад је довео до стварања радне групе „Убрзани 3Д на вебу“ у оквиру Khronos Group како би се креирао стандардни АПИ без накнаде за могућности OpenGL и OpenGL ES 2.0, који је произвео WebGL спецификацију.
Вукићевић је 2008. јавно критиковао Apple због коришћења приватних интерфејса у веб претраживачу Сафари за побољшање његових перформанси, остављајући апликације трећих страна као што је Firefox без решења за сличне проблеме са перформансама. 
Вукићевић је дао много важних доприноса Firefox Mobile/Fennec-у, укључујући АРМ позадину за SpiderMonkey и почетни порт Fennec-а на Андроид . 
Вукићевић је био председавајући Khronos WebGL радне групе,  и радио је као директор инжењеринга за Мозилу до 2017.  где је креирао прототип OpenGL 3D контекста у Canvas-у који је постао WebGL. 
Сада ради као виши софтверски инжењер за нове технологије у Unity Technologies-у.  2019. био је вођа тима компаније на Project Tiny-у, технологији за креирање лаких игара за мобилну индустрију засновану на WebGL-у и WebAssembly-у . 